# Stefan Policiński
Stefan Policiński (ur. 27 listopada 1898 w Częstochowie, zm. 22 stycznia 1978 tamże) – polski rzeźbiarz, malarz, ceramik i nauczyciel.

## Życiorys
Był synem Ignacego i Julianny z Mikiewiczów. Sztuką zainteresował go dziadek, artysta stolarz-samouk. Od 1910 uczył się w prywatnym częstochowskim gimnazjum Czesława Bagieńskiego, ale w 1914 porzucił szkołę i zaczął pracę jako stolarz. W latach 1922–1924 uczęszczał do Państwowej Szkoły Przemysłu Drzewnego w Zakopanem, a następnie do 1927 uczył się w Państwowej Szkole Sztuk Zdobniczych i Przemysłu Artystycznego w Krakowie. Od 1927 studiował u Kazimierza Sichulskiego i Konstantego Laszczki na Wydziale Rzeźby Akademię Sztuk Pięknych w Krakowie, a jednocześnie dorabiał w pracowni stolarskiej Państwowej Szkole Sztuk Zdobniczych w Zakopanem i otrzymywał stypendium od zarządu Częstochowy. Studia ukończył 27 lutego 1932 z nagrodami za rzeźbę, ceramikę i liternictwo.
Od 15 lutego 1932 do 3 września 1939 był nauczycielem w Państwowej Szkole Przemysłu Drzewnego w Jaworowie koło Lwowa. W tym okresie wykonał pomniki Józefa Piłsudskiego dla Jarosławia i Przemyśla. 21 listopada 1933 uzyskał Dyplom Kwalifikacyjny uprawniający do nauczania w szkołach zawodowych, a 31 października 1935 dyplom Nauczyciela Szkół Średnich Ogólnokształcących.
Po wybuchu II wojny światowej szkołę zamknięto, a 1 października Policiński został zatrudniony w szkole stolarskiej na terenie ówczesnego ZSRR i pracował tam do 20 kwietnia 1940. Następnie wrócił do Częstochowy, w której od 1 lipca 1941 do 30 maja 1942 pracował jako tokarz modelarz w firmie „Elektolit” Zbigniewa Kozłowskiego. Następnie do 15 lipca 1943 był rzeźbiarzem w firmie „Elektro–Ceramika”, a następnie został pracownikiem w spółdzielni pracy „Pionier” i był nim do 31 grudnia 1943. Ostatni okres wojny spędził jako pracownik firmy „Hasaq”, w której był technikiem budowlanym.
Po wyparciu Niemców z miasta pozostał w Częstochowie i pracował w Państwowym Liceum Mechanicznym, Państwowym Gimnazjum Handlowym i Liceum Towarzystwa Wiedzy Powszechnej. Od 1951 podjął pracę w Państwowej Szkole Zawodowej Żeńskiej i został na jeden rok nauczycielem rysunku w Liceum im. Traugutta, a następnie pracował w Państwowym Liceum Technik Plastycznych jako wykładowca ceramiki i rysunku technicznego. W 1956 ukończył kurs dla nauczycieli plastyki. Zarówno rzeźbiarz, jak i jego żona nie należeli do PZPR, co szczególnie Stefanowi Policińskiemu utrudniło karierę międzynarodową i pomimo licznych zaproszeń z zagranicy, nigdy nie otrzymał zgody na wyjazd z kraju.
Do jego prac w Częstochowie należy popiersie Gabriela Narutowicza (1932/3), pomnik czołgisty na pl. Biegańskiego (niezachowany), pomnik poległych żołnierzy Armii Czerwonej na cmentarzu Kule (1945), pomnik Stanisława Moniuszki w parku 3 Maja (1965), pomnik Henryka Sienkiewicza w III Alei (1972), pomnik Józefa Piłsudskiego (1936, niezachowany), popiersie Adama Mickiewicza (Mstów), liczne nagrobki na cmentarzach Św. Rocha i Kule, projekty sztandarów, prace malarskie i rysunki.
Zmarł 22 stycznia 1978 w Częstochowie i pochowany jest na tamtejszym cmentarzu św. Rocha.

## Życie prywatne
W 1951 poślubił Irenę (1918-1989) z domu Kasprzycką, filologa polskiego, absolwentkę Uniwersytetu Warszawskiego W czasie wojny uczęszczała na tajne wykłady prof. Doroszewskiego i prowadziła tajne nauczanie, a po wojnie została nauczycielką Zespołu Szkół Zawodowych przy ul. Dąbrowskiego. Mieli dwoje dzieci: Elżbietę i Stanisława. Wnuczka Katarzyna odziedziczyła po dziadku zamiłowanie do sztuk plastycznych i została architektem krajobrazu.

## Odznaczenia
Za zasługi i pracę społeczną otrzymał 24 sierpnia 1938 od prezydenta Polski Ignacego Mościckiego Złoty Krzyż Zasługi. Za całokształt pracy artystycznej i pedagogicznej w 1972 otrzymał Krzyż Kawalerski Orderu Odrodzenia Polski. Odznaczenie to odbierał między innymi wraz z wieloletnim dyrektorem Liceum Ogólnokształcącego im. Sienkiewicza w Częstochowie dyr. Antonim Kwiecińskim.

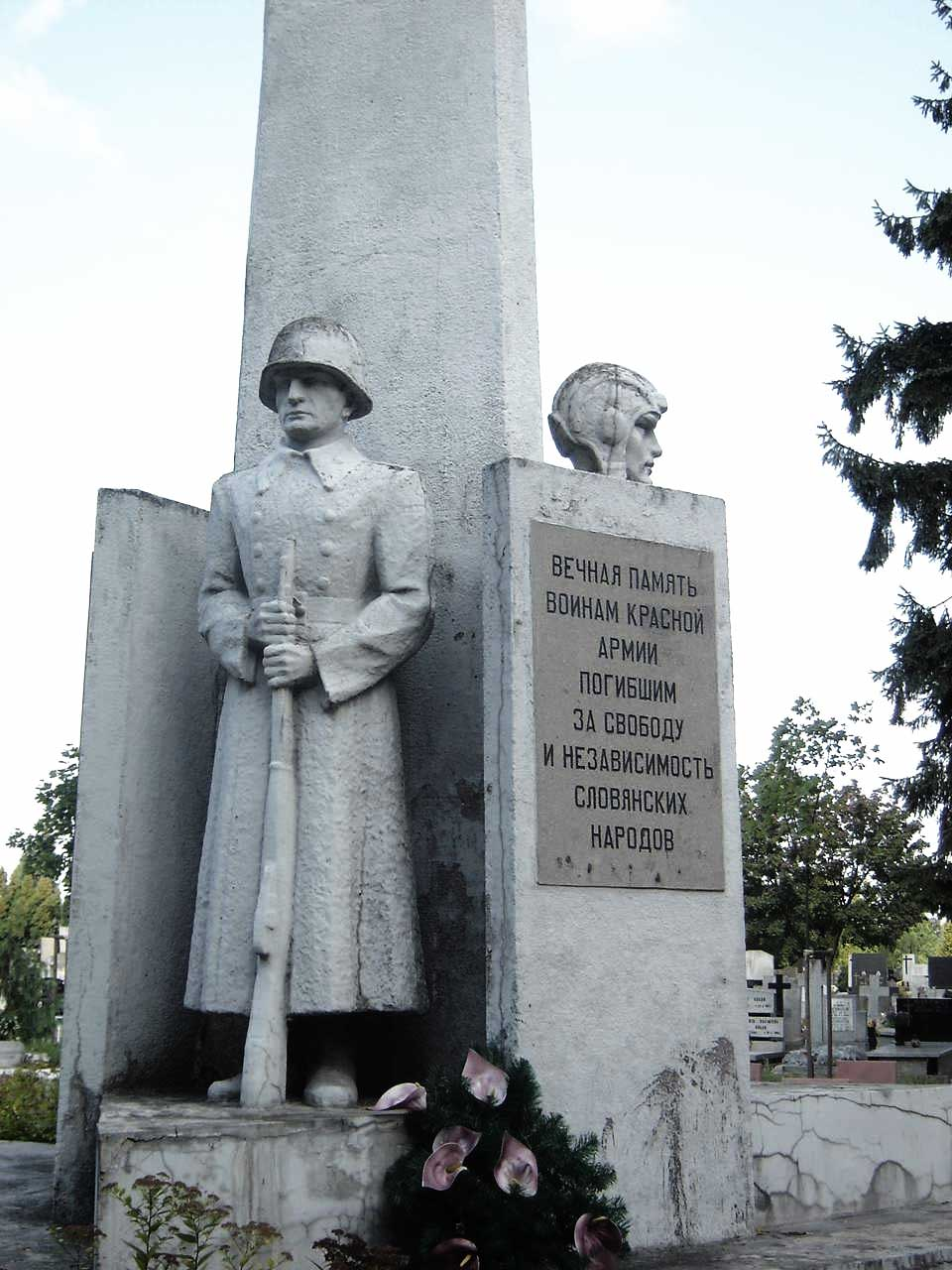
Pomnik poległych żołnierzy Armii Czerwonej na cmentarzu Kule (1945)
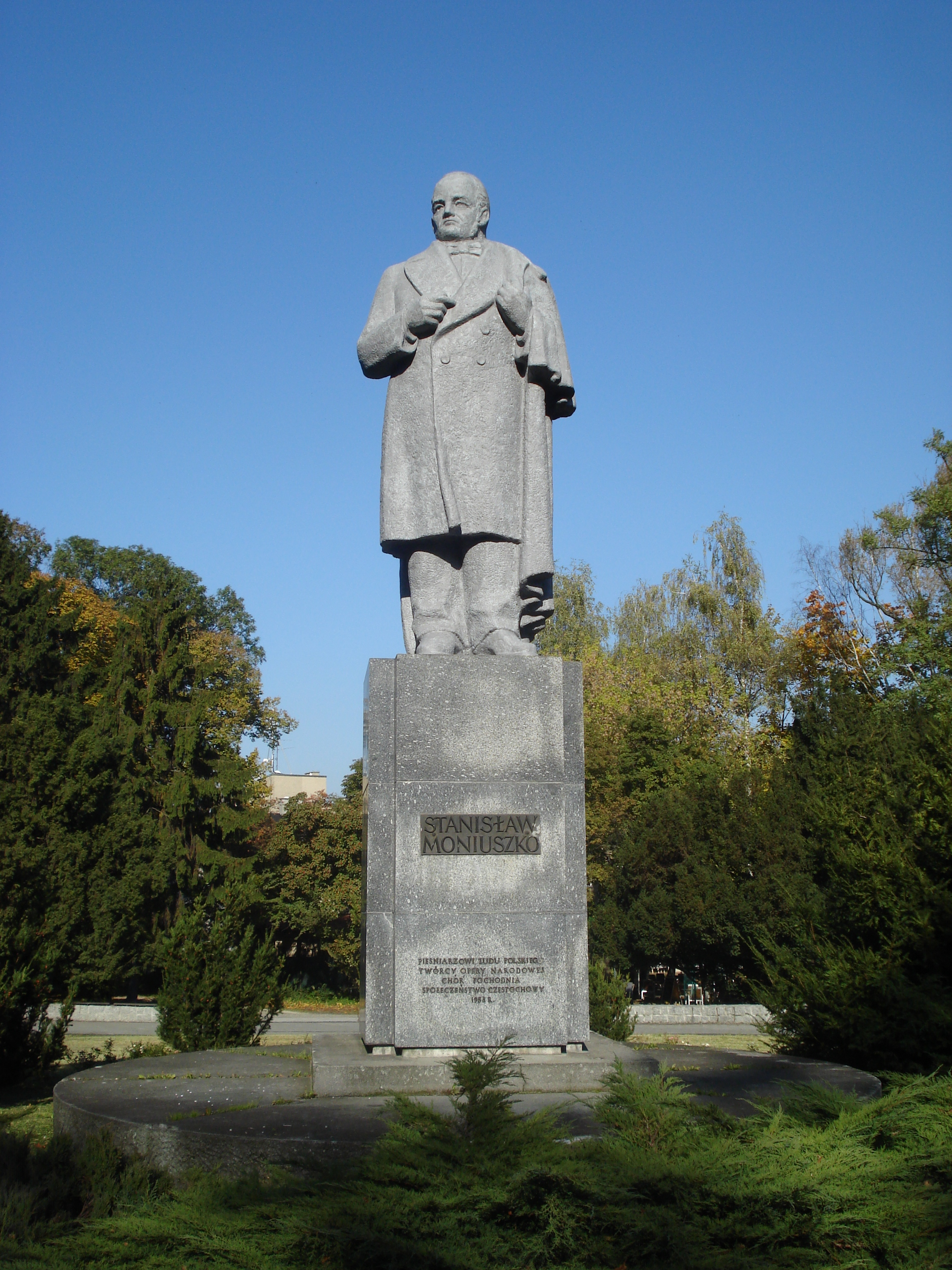
Pomnik Stanisława Moniuszki w Częstochowie (1965)
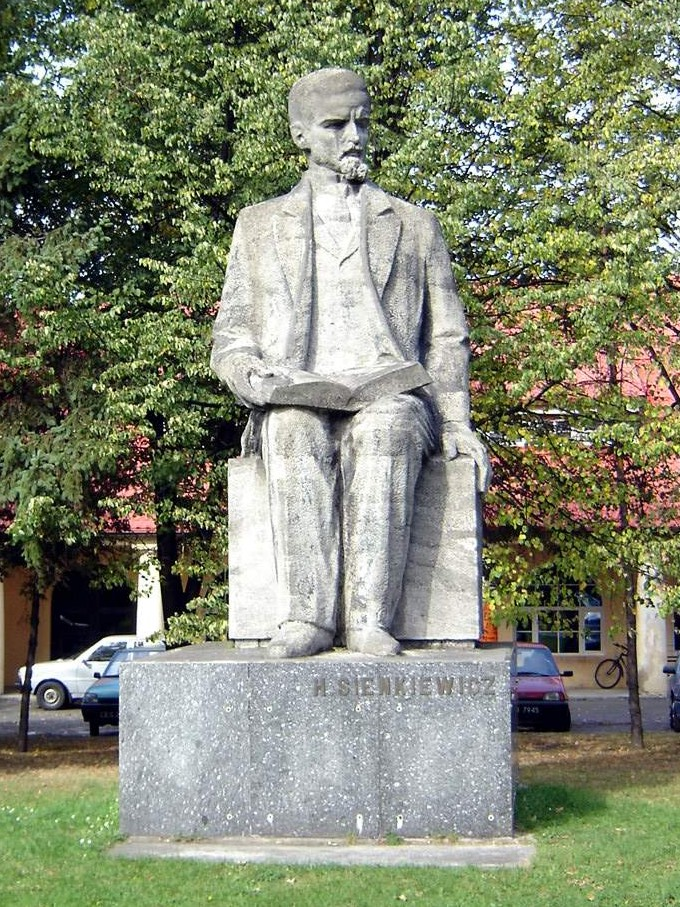
Pomnik Henryka Sienkiewicza w Częstochowie (1972)